# Izabela Jaruga-Nowacka
Izabela Walentyna Jaruga-Nowacka, född 23 augusti 1950 i Gdańsk, död 10 april 2010 i Smolensk, var en polsk vänsterpolitiker och feminist. Hon var partiledare för Unia Pracy 24 april 2004–19 april 2005. Hon tjänstgjorde som minister för socialpolitik 24 november 2004–31 oktober 2005. Hon var dessutom en av vice premiärministrarna i Marek Belkas båda regeringar 2004–2005. Hon bytte 2005 parti två gånger. Först var hon med om att grunda Unia Lewicy och gick sedan i december 2005 med i Demokratiska vänsterförbundet. Hon var ledamot av sejmen 1993–1997 och på nytt från 2001 fram till sin död.
Jaruga-Nowacka studerade etnografi vid Universitetet i Warszawa. Hon var gift med matematikern Jerzy Nowacki. Hon var en ledande gestalt i den polska feministrörelsen samt en förkämpe för de homosexuellas rättigheter. Jaruga-Nowacka omkom i flygolyckan i Smolensk.